# Alain Goulet
Pour les articles homonymes, voir Goulet.
Alain Goulet (né le 22 septembre 1988 à Kapuskasing, dans la province de l'Ontario au Canada) est un joueur professionnel canadien de hockey sur glace.

## Carrière de joueur
Après avoir repêché par les Bruins de Boston de la Ligue nationale de hockey, il se joint aux Mavericks de l'Université du Nebraska à Omaha. Il y joue une saison et demie avant de se joindre aux Olympiques de Gatineau pour y terminer la saison 2008-2009.
Il devient ensuite professionnel en se joignant aux Bruins de Providence de la Ligue américaine de hockey en 2009-2010. Il remporte la Coupe Bratine 2014 avec le Saryarka Karaganda.

## Statistiques
| Saison    | Équipe                                | Ligue        |    | Saison régulière | Saison régulière | Saison régulière | Saison régulière | Saison régulière |   | Séries éliminatoires | Séries éliminatoires | Séries éliminatoires | Séries éliminatoires | Séries éliminatoires |
| Saison    | Équipe                                | Ligue        | PJ | B                | A                | Pts              | Pun              | PJ               | B | A                    | Pts                  | Pun                  |                      |                      |
| 2005-2006 | Senators Jr. d'Ottawa                 | CJHL         | 41 | 6                | 14               | 20               | 22               | -                | - | -                    | -                    | -                    |                      |                      |
| 2006-2007 | Tigers d'Aurora                       | OPJHL        | 43 | 10               | 32               | 42               | 34               | 25               | 5 | 16                   | 21                   | 32                   |                      |                      |
| 2007-2008 | Mavericks de l'Université du Nebraska | NCAA         | 37 | 6                | 8                | 14               | 14               | -                | - | -                    | -                    | -                    |                      |                      |
| 2008-2009 | Mavericks de l'Université du Nebraska | NCAA         | 17 | 2                | 3                | 5                | 21               | -                | - | -                    | -                    | -                    |                      |                      |
| 2008-2009 | Olympiques de Gatineau                | LHJMQ        | 32 | 16               | 19               | 35               | 10               | 10               | 0 | 10                   | 10                   | 18                   |                      |                      |
| 2009-2010 | Bruins de Providence                  | LAH          | 71 | 3                | 15               | 18               | 28               | -                | - | -                    | -                    | -                    |                      |                      |
| 2010-2011 | Royals de Reading                     | ECHL         | 43 | 4                | 14               | 18               | 29               | 6                | 0 | 1                    | 1                    | 2                    |                      |                      |
| 2010-2011 | Bruins de Providence                  | LAH          | 16 | 2                | 6                | 8                | 10               | -                | - | -                    | -                    | -                    |                      |                      |
| 2011-2012 | Condors de Bakersfield                | ECHL         | 46 | 7                | 10               | 17               | 53               | -                | - | -                    | -                    | -                    |                      |                      |
| 2011-2012 | Cyclones de Cincinnati                | ECHL         | 16 | 1                | 8                | 9                | 4                | -                | - | -                    | -                    | -                    |                      |                      |
| 2012-2013 | Aces de l'Alaska                      | ECHL         | 28 | 1                | 4                | 5                | 10               | -                | - | -                    | -                    | -                    |                      |                      |
| 2012-2013 | Solar Bears d'Orlando                 | ECHL         | 31 | 2                | 8                | 10               | 28               | -                | - | -                    | -                    | -                    |                      |                      |
| 2013-2014 | Saryarka Karaganda                    | VHL          | 47 | 5                | 4                | 9                | 22               | 16               | 0 | 1                    | 1                    | 12                   |                      |                      |
| 2014-2015 | Gamyo Épinal                          | Ligue Magnus | 25 | 5                | 7                | 12               | 28               | 23               | 1 | 3                    | 4                    | 38                   |                      |                      |